# Agência Espacial do Estado da Ucrânia
A Agência Espacial Nacional da Ucrânia ( em ucraniano : Національне космічне агентство України transl.:Natsional'ne kosmichne ahentstvo Ukrayiny, НКАУ,NKAU )  é a agência responsável pela política espacial da Ucrânia.
NKAU é uma entidade civil encarregada de coordenar os esforços das instalações governamentais, de pesquisa e empresas industriais (principalmente estatais). Vários institutos relacionados com o espaço e as indústrias são diretamente subordinados ao NSAU. No entanto, não é um sistema centralizado e unido imediatamente participantes em todas as etapas e os detalhes dos programas espaciais (como a NASA no Estados Unidos). Um espaço especial vigor no militar da Ucrânia também está ausente.
A agência supervisiona lançamento do veículo e programas, os programas de cooperação com a Rússia, Agência Espacial da Aviação, a Agência Espacial Europeia, NASA e empreendimentos comerciais. A participação internacional inclui Sea Launch e o sistema de posicionamento por satélite Galileo.
Os lançamentos são realizados em Cazaquistão, Baikonur, Rússia, Cosmódromo de Plesetsk e em Sea Launch, uma plataforma flutuante. NKAU tem o controle do solo e monitoramento em instalações de Eupatoria e Crimeia.
spacecrafts ucraniano inclui alguns tipos de uso e estrangeiros e da cooperação internacional. A Ucrânia prestou a Rússia os satélites militares e seus veículos de lançamento, uma relação única no mundo.
A Ucrânia se tornou o décimo espaço de poder (país capaz de lançar satélite pelo seu próprio lançador ), em 31 de agosto de 1995 (no início do Sich-1 em Tsyklon).
Em abril de 2009, a Agência Espacial Nacional da Ucrânia estava a planear lançar um ucraniano comunicações por satélite em setembro de 2011, e um Sich-2 antes do final de 2009.

## Principais funções
- Desenvolvimento de conceitos de política de estado no domínio da investigação e da utilização pacífica do espaço, bem como no interesse da segurança nacional;
- Organização e desenvolvimento das atividades espaciais na Ucrânia e no exterior sob a sua jurisdição;
- Contribuir para o estado de segurança nacional e da capacidade de defesa;
- Organização e desenvolvimento da cooperação da Ucrânia com outros Estados e organizações espaciais internacionais.[1]

## Programa espacial
As atividades espaciais na Ucrânia foram realizadas durante o período de 10 anos em estrita conformidade com os programas espaciais nacionais. Cada um deles foi destinado a abordar as questões pertinentes em curso para preservar e desenvolver o potencial do espaço da Ucrânia.
O primeiro programa (1993-1997) foi chamado para acompanhar a investigação e potencialidades relacionadas com o espaço industrial em benefício da economia nacional e de segurança do Estado, bem como ser capaz de penetrar no mercado internacional dos serviços espaciais. O Programa Segundo (1998-2002) teve como objetivo a criação do mercado interno dos serviços espaciais, conquistando espaço nos mercados internacionais, apresentando os produtos em casa e serviços (incluindo os complexos de lançamento e naves espaciais, o espaço, os dados adquiridos, componentes do sistema do espaço) e integração da Ucrânia na comunidade espacial mundial.
O Programa Espacial Nacional da Ucrânia para 2003-2007 (NSPU), que foi aprovado pela Verkhovna Rada da Ucrânia (Parlamento da Ucrânia) em 24 de outubro de 2002, define os principais objetivos, atribuições, prioridades e métodos de manutenção do espaço atividade na Ucrânia.
O Gabinete de Ministros da Ucrânia anunciou seus planos em 13 de abril de 2007 para alocar 312.000.000 € para o Espaço do Programa Nacional para o período 2007-2011.

### programas específicos
- Pesquisas científicas espaciais
- O sensoriamento remoto da Terra
- Sistemas de telecomunicações por satélite
- Desenvolvimento das infraestruturas terrestres de navegação e sistema de informação especial
- As atividades espaciais no interesse da segurança nacional e defesa
- Espaço complexos
- Desenvolvimento de elementos de base e avançadas tecnologias espaciais
- Desenvolvimento de pesquisa, teste e base de produção do sector espacial

### Metas do programa
- Para desenvolver o sistema nacional de observação da Terra a partir do espaço exterior para atender às demandas nacionais no domínio social, económico e de segurança e de defesa

- Para introduzir os sistemas de satélite e meios de comunicação para a infraestrutura de telecomunicações do Estado;
- Para obter conhecimentos fundamentais novo perto da Terra no espaço, o sistema solar, no espaço profundo, os processos biológicos e físico e as condições de microgravidade;
- Para criar e desenvolver as técnicas de acesso ao espaço, tendo em vista a realização de projetos nacionais e internacionais e para permitir que o foguete de fabricação caseira para ser empregado no mercado mundial de serviços de transporte no espaço;
- Para elaborar as instalações do espaço avançadas;
- Para assegurar o desenvolvimento de inovação do sector espacial em termos de melhorar a sua pesquisa, experimental e uma base de produção.

## Veículos lançadores ucranianos
Durante 1991-2007, um total de 97 lançamentos de LV ucranianos foram realizadas, incluindo, mas não se limitando aos lançamentos na plataforma de lançamento Sea Launch móvel. Em 2006, veículos lançadores ucranianos representavam 12,1% de todos os lançamentos para o espaço no mundo.

### Antigos
- Tsyklon
- Tsyklon-2
- Tsyklon-3

### Atuais
- Zenit-2
- Zenit-3SL
- Dnepr-1

### Projetos
- Mayak
- Cyclone-4M

## Voos Humanos
Antes da independência da Ucrânia, vários ucranianos foram para o espaço sob a bandeira da União Soviética. O  primeiro ucraniano a voar no espaço sob a bandeira da Ucrânia foi Leonid K. Kadenyuk em 13 de Maio de 1997. Ele era um carga especialista em Espaciais da NASA STS-87 missão Shuttle. Foi uma missão espacial internacional, envolvendo membros da tripulação da NASA (E.U.A.), NKAU (Ucrânia) e NASDA (Japão).

## Projeto Sea Launch
Sea Launch é uma joint venture da empresa de transporte espacial, parcialmente detidas por empresas da Ucrânia que lidar com operações para a Agência Nacional Espacial. Sea Launch oferece uma plataforma móvel marítimo, utilizado para lançamentos de naves de cargas comerciais especializados em ucraniano Zenit 3SL foguetes. A principal vantagem do cosmódromo flutuante é a sua colocação no equador diretamente. Permite a utilização do maior efeito da rotação da Terra para entregar cargas em órbita às custas de baixa.
Dentro dos quadros do projeto do complexo foguete espacial foi desenvolvido, que consiste em quatro componentes:
- Segmento marítimo,
- Segmento de foguetes,
- Segmento de veículos espaciais e
- instalações.